# Urziceanca, Dâmbovița
Urziceanca este un sat în comuna Ciocănești din județul Dâmbovița, Muntenia, România. Este situatǎ pe malul râului Colentina, pe malul cǎruia existǎ unele dintre conacele boierești și palatele domnești din jurul Bucureștiului. Urziceanca este situatǎ la 40 km de București.
Ocupația specificǎ a locuitorilor este producția de mǎturi realizate din paie de sorg. 
 Acest articol despre o localitate din județul Dâmbovița este deocamdată un ciot. Puteți ajuta Wikipedia prin completarea lui.